# Puticlub (historieta de Fer)
Puticlub o Puticlú (originalmente, Puti-Club) es una serie de historietas de una página creada por Fer para la revista semanal El Jueves en 1982. Se desarrolla en una pequeña aldea leonesa cuya vida gira en torno a un burdel, del que es visitante muy asiduo el personaje principal: el Urelio.

## Trayectoria editorial
Su editorial la ha ido recopilando en forma de álbumes monográficos:
- 1984 Puti-Club ((Col. Pendones del Humor, núm. 5)
- 1988 Puti-Club, II ((Col. Pendones del Humor, núm. 28)
- 1991 Puti-Club, III ((Col. Pendones del Humor, núm. 65)
- 1993 Puti-Club, IV ((Col. Pendones del Humor, núm. 91)
- 1994 Puticlub, V ((Col. Pendones del Humor, núm. 113)
- 1995 ¡Ya está aquí el Urelio! ((Col. Pendones del Humor, núm. 123)
- 1996 Puticlub, VII ((Col. Pendones del Humor, núm. 124)
- 1997 Puticlub, VIII: Con faldas y a lo loco ((Col. Pendones del Humor, núm. 138)[2]